# 이리노촌 (고치현)
이리노촌(入野村)은 일본 고치현 하타군에 설치되었던 촌이다. 현재의 구로시오정의 일부에 해당한다.